# سام شیطان
سام شیطان (به انگلیسی: Lucifer Sam) نام آهنگی از گروه سایکدلیک راک پینک فلوید می‌باشد که در سال ۱۹۶۷ در آلبوم نی‌زن بر دروازه‌های سپیده‌دم منتشر شد. این آهنگ توسط گیتارنواز و خواننده اصلی گروه، سید برت نوشته شد. این آهنگ تنها در سال ۱۹۶۷ در اجراها شامل می‌شده‌است.

## سازندگان و مشارکت کنندگان
- راجر واترز - گیتار بیس
- نیک میسن - درامز و سازهای کوبه‌ای
- ریچارد رایت - کیبوردز
- سید برت - گیتار، خواننده